# Ешполдіно
Ешпо́лдіно (рос. Эшполдино, марій. Эшполдо) — присілок у складі Сернурського району Марій Ел, Росія. Входить до складу Кукнурського сільського поселення.

## Населення
Населення — 84 особи (2010; 92 у 2002).
Національний склад (станом на 2002 рік):
- марі — 97 %